# Ulica Włókiennicza w Łodzi

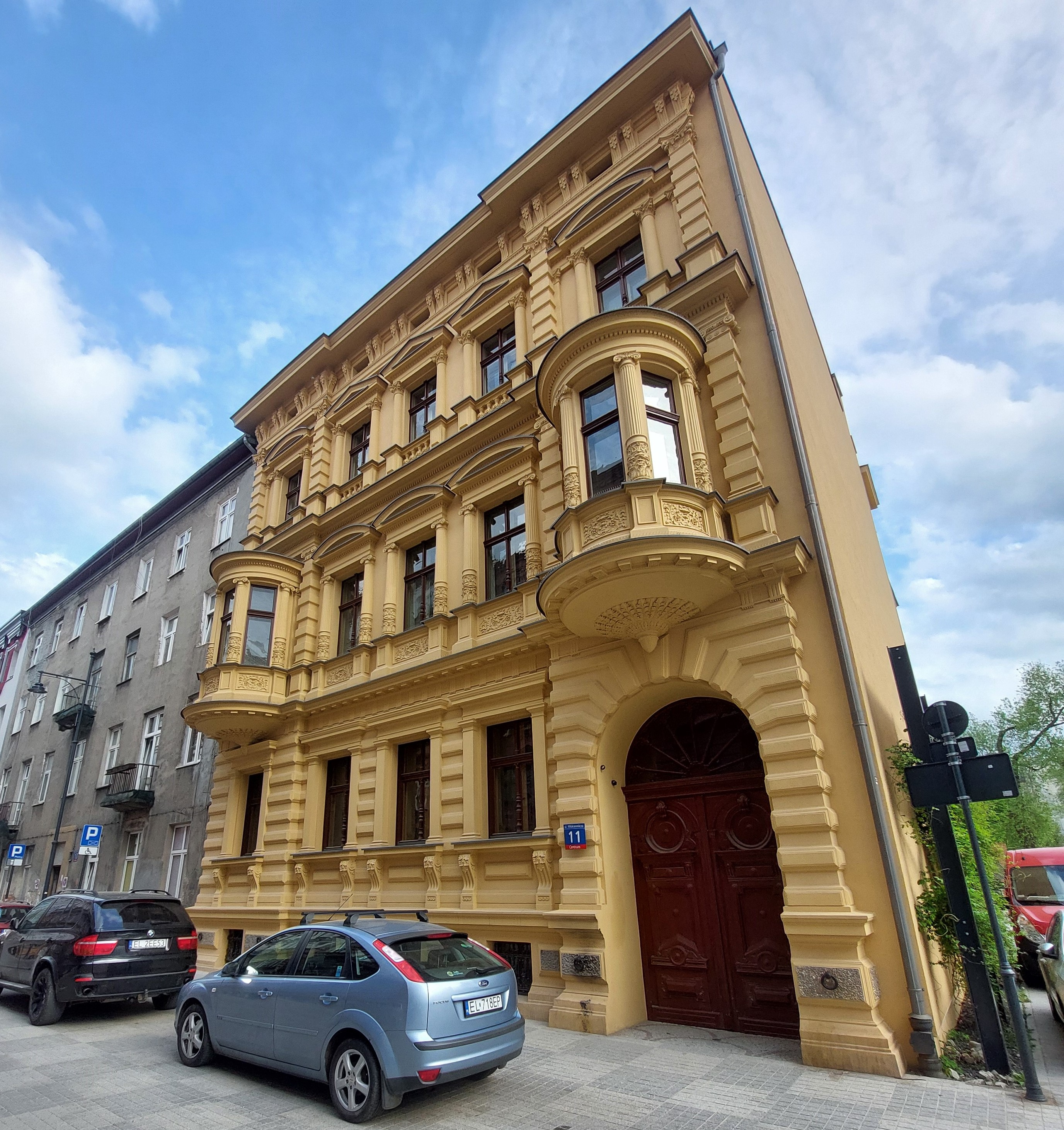
Dom Hilarego Majewskiego przy ul. Włókienniczej 11

Ulica Włókiennicza w Łodzi – ulica o długość 313 metrów łącząca ul. Jana Kilińskiego i ul. Wschodnią. 

## Historia
Przed wojną ulica nosiła nazwę Kamienna. Natomiast W czasie okupacji niemieckiej nazwano Von-Stein-Strasse.
W okresie od 2021 do 2023 ulica przeszła gruntowną renowację w ramach projektu pod nazwą „Rewitalizacja Obszarowa Centrum Łodzi". Ulica otrzymała formę woonerfu bez wyznaczonego przedziału między jezdnią a chodnikiem. Została ona wyłożona kostką kamienną o różnorodnych barwach, mającą tworzyć główną kompozycję artystyczną. Od fasad budynku po obu stronach ulicy wyznaczono pas tylko dla ruchu pieszego o szerokości 2 m. Na pozostałej części drogi odbywa się ograniczony ruch samochodowy. W ramach inwestycji został wykonany park kieszonkowy z placem zabaw. Posadzono drzewa, o których stan dba automatyczny system nawadniający rośliny. Po obu stronach ulicy zostały posadzone krzewy, pnącza, byliny oraz trawy ozdobne.
Do końca 2023 przy ulicy zostało oddanych do użytku 13 kamienic. Łącznie we wszystkich budynkach zlokalizowano 223 mieszkania komunalne, 32 lokale dla małych przedsiębiorców, 5 mieszkań chronionych oraz 3 placówki pełniące funkcje społeczne. Wielu odnowionym kamienicom nadano styl postmodernistyczny.

### Kochankowie z ulicy Kamiennej
Ulica słynna dzięki piosence Agnieszki Osieckiej „Kochankowie z ulicy Kamiennej" z końca lat 50. XX w. (muz. Wojciech Solarz).
25 czerwca 2004 z inicjatywy członków grupy artystycznej „Krąg”, odsłonięto płaskorzeźbę-fontannę Kochankowie z ulicy Kamiennej.
Fontannę zaprojektował Wojciech Gryniewicz. Wykonana z brązu, przedstawia parę zakochanych, ukrytych przed deszczem pod ortalionowym płaszczem (na kochanków z góry kapie woda 5 minut dziennie).

### Historia domów modlitewnych
Przy ul. Kamiennej istniało kilka domów modlitewnych:
- Synagoga Szlamy Lebentala w Łodzi (ul. Kamienna 6)
- Synagoga Mordki Binensztoka w Łodzi
- Synagoga Mordki Hejlmana i Herszela Fejla w Łodzi
- Synagoga Zeliga Rajbenbacha w Łodzi (ul. Kamienna 13)
- Synagoga Józefa Nelkena w Łodzi (ul. Kamienna 13)
- Synagoga Moszka Kaufmana w Łodzi
- Synagoga Izraela Tajcha w Łodzi

### Kamienica Hilarego Majewskiego
Przy ul. Włókienniczej 11 znajduje się neorenesansowa kamienica architekta miejskiego Hilarego Majewskiego. Powstała w latach 1883–1886. Pierwotnie była to willa właściciela, z czasem przekształcono ją w budynek wielorodzinny.

## Numeracja i kody pocztowe
- Numery parzyste: 2-22
- Numery nieparzyste: 1-19a
- Kody pocztowe: 91-263 (1); 90-271 (2); 90-260 (3-d.k.); 90-211 (4-d.k.)

## Komunikacja miejska
Ulicą Włókienniczą nie przebiegają żadne linie MPK Łódź.